# Vandforurening
Vandforurening er så stor en ændring af vandkvaliteten, at vandet ikke kan benyttes til dets oprindelige formål. Grundvandets formål kan for eksempel være drikkevand. Overskrides de dertil gældende grænseværdierne, kan grundvandet ikke længere optjene dets formål. Formålsændringen sker, når miljøfremmede stoffer direkte eller indirekte udledes i vandmasser uden den rette behandling til at fjerne de skadelige stoffer. Forurening i sig selv kan defineres på mange måder, men typisk opdeler man det i tre kategorier: kemisk, biologisk og fysisk forurening. Inden for vandforurening vil det mest udbredte være kemisk forurening nærmere betegnet gift- og næringsstoffer. Vandforurening påvirker hele biosfæren, hvilket indebærer både planter og dyr, som lever i det respektive vandmiljø. I de fleste tilfælde ender det ikke blot med, at den individuelle art bliver påvirket, men hele økosystemet lider af denne forurening.

## Forureningskilder
Der er mange måder, hvorpå vandmiljøer kan blive udsat for forurening. Disse kilder er tilstede overalt i vores samfund. Selvom mange kilder er overvåget og kontrolleret, sker der stadigvæk tilfælde af udslip, hvilket resultere i en forstyrret økosystem.

### Punktkilder
Punktkilder er defineret som udledning af miljøfremmede stoffer til vandsystemer fra et afgrænset og identificerbart sted såsom et kloakrør eller en grøft.

#### Industri
Alt afhængig af industritypen vil der både være høje koncentrationer af organisk materiale og næringsstoffer i det vand, som udledes fra produktionsprocesserne fra industrien.

#### Husholdning
En gennemsnitlig dansker producerer 200 liter spildevand om dagen . Denne mængde er en sum af både gråt og sort spildevand, som henholdsvis er spildevand fra køkken, bad og vask og spildevand fra vandklosetter . Spildevandet vil under normale omstændigheder blive udledt til et rensningsanlæg, hvor organiske stoffer, patogene bakterier og tungmetaller fjernes. Hvis belastningen på rensningsanlægget bliver for stor, vil noget af spildevandet udledes til vandmiljøerne ubehandlet.

### Diffuse kilder
Diffuse forureningskilder er spredte kilder, hvilket betyder, at man umiddelbart ikke kan lokalisere præcist, hvor forureningen er udledt fra. Afstrømning fra landbrugsarealer og spildevand fra spredt bebyggelse er eksempler på diffuse kilder. Fra atmosfæren tilføres forurening diffust med tørt og vådt (sne/regn) nedbør.
Afstrømning af forurenet regnvand fra parkeringspladser, veje og motorveje sættes i nogle forbindelser sammen med diffuse kilder. Dog, når regnvandet strømmer ned til afløbssystemet og udledes videre via rør til overfladevand, kategoriseres dette som en punktkilde.

#### Regnvand
Under normale omstændigheder håndterer de kombinerede kloaksystemer afledningen af spilde- og regnvand. Ved kraftigere nedbørshændelser kan systemet ikke håndtere den større mængde vand, derfor bliver noget af spildevandet ledt udenom rensningsanlægget og direkte hen til modtageren. Den omdirigerede vandmængde indeholder ofte høje koncentrationer af organisk materiale og næringssalte, som stammer fra afløb fra veje og tage samt materialer fra kloaksystemet.

#### Landbrug
Danmark er et landbrugsland, og to tredjedele af Danmarks areal er primært dyrket til intensivt landbrug. Landbruget medbringer flere forurenede stoffer, der risikerer at forurene de danske grundvandsmagasiner. Det er særligt nitrat og pesticider, herunder også nutidig forbudte, der er at finde i grundvandet.

### Interaktion mellem grundvand og overfladevand
Grundvandsforurening sker, når forurenende stoffer frigives til jorden, hvorefter forureningen med tiden siver ned til grundvandsmagasinet. Forureningen skaber en forureningsfane inde i grundvandsmagasinet, hvor diffusion, adsorption og nedbør er de processer, der er ansvarlige for at forureningsfanen spreder sig til grundvandsboringerne. Grundvandsforureningen kan også forekomme ved en interaktion med overfladevandet. Overfladevandet og grundvandet kan nemlig ses som én ressource, da begge kan udveksles til hinanden .

## Vandforurening i Danmark
Dansk vandløbsfaunaindeks (DVFI) er en dansk udviklet metode, der bruges til at vurdere kvaliteten i danske vandløb. Vandløbenes vandkvalitet vurderes ud fra en skala, hvoraf faunasammensætningen af insekter og andre smådyr tildeles en karakter fra 1-7. Karakteren 1 gives for en dårlig faunasammensætning, og 7 gives for den bedst tænkelige sammensætning.
| År 1984 | "Iltsvind og Fiskedød i 1981" udgives. NPO Redegørelsen. Fokus på giftlossepladser                                                    |
| År 1985 | NPO Handlingsplan vedtages. Sennepsgas i Østersøen.                                                                                   |
| År 1986 | Døde hummere i Gilleleje. Danmarks Naturfredningsforening udgiver " Red havet omkring Danmark NU!"                                    |
| År 1987 | Vandmiljøplan 1 vedtages. NPO Konsensuskonferencen. Skov- og Naturstyrelsen oprettes.                                                 |
| År 1988 | Døde sæler ved Vestkysten. Hav-90 forskningsprojektet påbegyndes. ATV udgiver "Vandmiljøplanen, kvælstoffer og ilten i havet".        |
| År 1989 | Folketinget vedtager at restaurere Skjern Å.                                                                                          |
| År 1990 | De første miljøundersøgelser omkring Øresundsforbindelsen indledes.                                                                   |
| År 1991 | Handlingsplan for Bæredygtigt landbrug.                                                                                               |
| År 1993 | Det Strategiske Miljøforskningsprogram 93-96 iværksættes.                                                                             |
| År 1994 | Miljøministerens 10-punkts handlingsplan vedtages. Agenda 21 begynder i kommunerne.                                                   |
| År 1995 | Pesticider påvises i grundvandet. Lov om Grønne Regnskaber. Miljøfremmede stoffer i slam. Miljøstyrelsen opretter Miljøstyringsrådet. |
| År 1998 | Vandmiljøplan 2 vedtages. Skat på udledte mængder af COD, P og N fra rensningsanlæg.                                                  |
| År 2000 | Ændring i Vandmiljøplan 2. |
| År 2001 | Ammoniakhandlingsplan vedtages. |
| År 2004 | Vandmiljøplan 3 påbegyndes. |
| År 2006 | Slambekendtgørelsen. |
| År 2009 | Grøn Vækst. |
| År 2011 | Naturstyrelsen bliver dannet. Vedtagelse af Første generation vandplaner.                                                             |
| År 2013 | Natur - og Landbrugskommissionen offentliggør rapporten ”Natur og Landbrug – en ny start”.                                            |
| År 2014 | Skatten på udledte mængder fra rensningsanlæg hæves. De endelige vandplaner for perioden 2009-2015 blev offentliggjort.               |

## Forurenende stoffer

### Organiske stoffer
Med henvisning til hovedsiden Organisk forbindelse.
Organiske stoffer er karakteriseret ved, at de alle har molekyler, som indeholder kulstof. Det er dog ikke alle stoffer, der indeholder kulstof, som anses for værende organiske stoffer. Organiske stoffer kan være så godt som alt og kan optræde i alle tre tilstandsformer som neutrale, baser eller syrer.

### Miljøfremmede stoffer
Miljøfremmede stoffer (eng. Xenobiotics) er menneskeskabte stoffer, der er fundet i miljøet på steder og i koncentrationer, der ikke er naturlige. Stofferne er som regel organiske, nye stoffer (dvs. mindre end 50 år gamle) og skadelige for miljøet, jvf. plastforurening. På verdensplan produceres mere end 140.000 kemikalier af industrien alene, og af adskillige årsager havner mange af disse ude i miljøet . Mange af disse stoffer er skadelige både for mennesker og dyr, og der er set flere eksempler på katastrofer grundet skadelige kemikalier. Herunder kan blandt andet Jilin (Kina) i 2005 og Lac Megantic (Canada) i 2013 nævnes.Det er en udfordring at finde ud af, hvorvidt stoffet er giftigt/skadeligt, før det produceres. Der kan laves mange tests, uden at det kan bevises, hvor farligt stoffet egentlig vil være for miljøet. Derudover kan fremtidige effekter blive overset og først blive opdaget, når stoffet er at finde ude i miljøet, og her vil det være for sent at gøre noget.

### Giftighed
Når først stoffet findes ude i miljøet, findes der forskellige metoder, hvorpå stoffets giftighed kan defineres. Heriblandt kan EC-værdierne bestemmes (Effect concentration). Typisk ses der på EC0, EC10 og EC50. Ved EC0 viser 0% af organismerne en effekt på stoffet i den givne koncentration, ved EC10 viser 10% af organismerne en effekt på stoffet i den givne koncentration osv. Ydermere haves NOEC (No observed effect concentration), hvor der ikke observeres nogen effekt på stoffet i en given koncentration Measures of pollutant concentration, og PNEC (Predicted no effect concentration), som forsøger at forudsige, ved hvilken koncentration et bestemt stof ikke vil have en giftig effekt. PEC (Predicted environmental concentration) bygger på modeller og benyttes af forordningen REACH .

### Sedimenter og forurening
Der findes to typer sedimenter: den naturlige sediment formation, hvor naturligt forekommende materialer eroderes af vind, vand og vejr samt ved mekanisk erosion hvorved sedimenterne dannes , og den antropogene (menneskeskabte) sediment formation, hvor sediment dannes af blandt andet nanomaterialer i afløbssystemer, ved afstrømning fra landbrugsarealer, agerbrug mv.
På et tidspunkt vil sedimenterne deponeres. Eftersom sedimenter blandt andet transporteres af vand i floder og åer, deponeres meget sediment i kanaler, havne, floder og ikke mindst i havet.
De fem dominerende forureningskilder, der findes i sediment, er næringsstoffer, såsom fosfor og ammoniak, persisterende organiske forurenere såsom pesticider, PAHs (polyaromatiske hydrocarboner), som findes i kul, olie og gas, i størstedelen af den organiske masse og metaller samt metalloider, såsom cadium, krom, kobber osv. Når man snakker forurenet sediment, er det meget relevant at komme ind på sorption, herunder absortion og adsorption, da disse processer er de dominerende i forbindelse vedrørende ovenstående stoffer i sediment. Ydermere nedbrydes stofferne langsommere i sedimenter end i vand, og halveringstiden for et sedimentforurenende stof kan være mange år. Dette medvirker til, at de forurenende stoffer opholder sig endnu længere i sedimentet.

## Pesticider
Pesticider har indflydelse på vores drikkevand, idet boringer til grundvandet afhænger af vandkvaliteten. Pesticider og deres nedbrydningsprodukt er den største årsag til lukninger af vandboringer – nærmere bestemt årsag til 47% af lukningerne . I Danmark blev der i perioden 1993-2009 fundet pesticider i 37% af alle vandboringer, og i 12 % blev der fundet koncentrationer, der overskrider grænseværdierne for hvad, der er tilladt (F7, .

### Definition
Begrebet pesticider omfatter forskellige stoffer, der karakteriseres ud fra deres formål, såsom herbicider, fungicider, insekticider, nematocider, vækstregulerende stoffer eller ud fra deres kemiske sammensætning herunder blandt andet klorforbindelser og organofosfater . I perioden 2005-2009 blev der i Danmark anvendt 1-2,4 kg pesticider per hektar dyrkbar jord . Fra 1990’erne er anvendelsen af sprøjtemidler blevet reduceret markant, idet pesticiderne er blevet mere effektive, og mindre doser dermed er nødvendige .

### Politik
Lovmæssigt er pesticider indskrevet i EU Water Framework Directive 2000/60/EC om beskyttelse af vandkvaliteten, samt de love der gældende i de enkelte medlemslande, herunder i Danmark. EU-regulativerne for drikkevand indebærer blandt andet, at grænseværdien er 0,1 μg/L per pesticid, og den samlede koncentration af pesticider i drikkevand ikke må overstige 0,5 μg/L. For pesticider i overfladevand er regulativerne anderledes betingede, idet grænseværdierne er i intervallet 0,025-1 μg/L – de laveste for insekticiderne på listen. For overfladevand er følgende 10 pesticider på listen, hvoraf flere igennem en længere årrække har været ulovlige i Danmark :
Herbicider:
- alachlor
- atrazine
- diuron
- isoproturon
- simazine

Insekticider:
- chlorfenvinphos
- chlorpyrifos
- endosulfan
- DDT
- lindane (ɣ-HCH)

### Forureningskilder og transportveje
Både diffuse- og punktkilder kan være udslipskilder af pesticider. Pesticiderne transporteres til åer og vandløb ved blandt andet deposition på jorden, hvorefter forureningen kan spredes via vinden, transport via regn (atmosfærisk drivende), overfladeafstrømning eller fra punktkilder ved spild, sprøjtning ved brug eller under produktion. Derudover kan pesticiderne henfalde til åer og vandløb via dræn implementeret af landmænd for at undgå oversvømmelse af markerne eller ved transport med grundvandet.
Udover eksponering igennem drikkevand og interaktion gennem søer, åer og andre vandmiljøer og gennem jorden, udsættes mennesker også for pesticider gennem blandt andet mad, luft, i hjemmet – hvis man tilfører pesticider til ens planter og have, gennem tekstiler, juice, frugter og medicin .

## Vandrensning
For at forbedre den miljømæssige status af en å eller sø benyttes fysiske tiltag, kemiske tiltag og biomanipulation. I tillæg findes flere teknologier for sedimentbehandling ved sedimentforurening . Således ivaretages naturlig vandstatus, biodiversitet og rekreative værdier for mennesker. Se rensningsanlæg for spildevandrensning.

## Fysisk og kemisk restaurering
Klart og ikke-eutrofisk vand er forbundet med lave fosforkoncentrationer. Fosforløsrivelse fra bundsediment kan sænkes ved fysiske eller kemiske indgreb, blandt andet
- Nedbringe ekstern næringsstof-indstrømning fra landbrug, industri og spildevand, som kan fremskynde eutrofiering.
- Kunstig iltning af bundvand i søer med lavt iltniveau, for at reducere fosforudslip fra sedimentet og akkumulering af fosfor i bundvandet.
- Fjerne sediment for at reducere intern fosforbelastning og øge sandsynligheden for plantevækst af makrofytter (bunddyr).
- Tilføre aluminium, som binder fosforen i vand og sediment, hvorefter det bundfælder. Såfremt pH ligger mellem 5.5- 8.5 og alkaliniteten er højere end 1 meq/L, vil bindingerne være stabile uden ilt.

### Biomanipulation
Biomanipulation kan løse problematik i forhold til høje næringsstofværdier og høj algevækst. Høje algekoncentrationer i økosystemet forhindrer lystilførsel og dermed udbredelsen af større planter (makrofytter). I tillæg fører høje algekoncentrationer til, at piscivore (fiskeædende) fiskearter reduceres. Dermed er planktivore arter dominerende, og zooplankton, som spiser alger, spises op. Der er to rådende metoder for biomanipulation. Fjernelse af planktivore (planteædende) fiskearter medfører merkontrol fra zooplankton, sænket recirkulering af næringsstoffer grundet reduceret fiskebestand, reduceret resuspendering grundet reducering af bentivorer (arter på søbunden) og tilføjelse af piscivore (fiskeædende) fiskearter. Piscivore fiskearter, som spiser planktivorer, medfører en kontrol og begrænsning af planktivorebestanden. Denne metode er ikke det anbefalede biomanipulationsredskab, men kan bruges i nyetablerede søer.

### Sedimentbehandling
- Overvåget naturlig reetablering
- Lokal overdækning af ren sediment over forurenet sediment
- Sedimentfjernelse og udgravning
- Anvende aktivt kulstof, som binder stoffer til sin overflade med hovedsageligt adsorption.